# Christian Cantrell
Christian Cantrell (*16. října 1973 Washington, D.C.) je americký spisovatel a vývojář softwaru. Je autorem science fiction románů a povídek, publikuje v časopisech, které se věnují moderním technologiím, má patentováno několik vynálezů.

## Život a dílo
V letech 1991–1995 vystudoval literaturu a tvůrčí psaní na George Mason University. V rozmezí let 1999–2002 pracoval v Amazing Media, poté byl činný v letech 2002–2005 jako manažer v Macromedia a v období let 2006–2011 manažer Platformy. V rozmezí let 2011–2015 pracoval ve Webové platformě. Ředitelem Adobe byl v letech 2005–2022, působil také v letech 2015–2022 v Adobe Design. Od roku 2022 pracoval rok v Stability Al. V roce 2023 založil Concept.
V roce 2010 vydal svůj první román Containment, román Kingmaker vydal v roce 2013 a v roce 2015 vyšel román pod názvem Equinox. Román Scorpion (Škorpión) vyšel v roce 2021. Román je rozšířenou verzí  povídky The Epoch Index, která vznikla v roce 2010. Na povídku získal filmová práva v roce 2018 Fox. Cantrell je také autorem literatury faktu, obvykle související s technologií. Publikuje v odborných časopisech.
Kromě spisovatelské činnosti pracuje jako softwarový inženýr. Je vynálezce, má patentováno dvanáct svých vynálezů.